# Star of Life

De Star of Life.

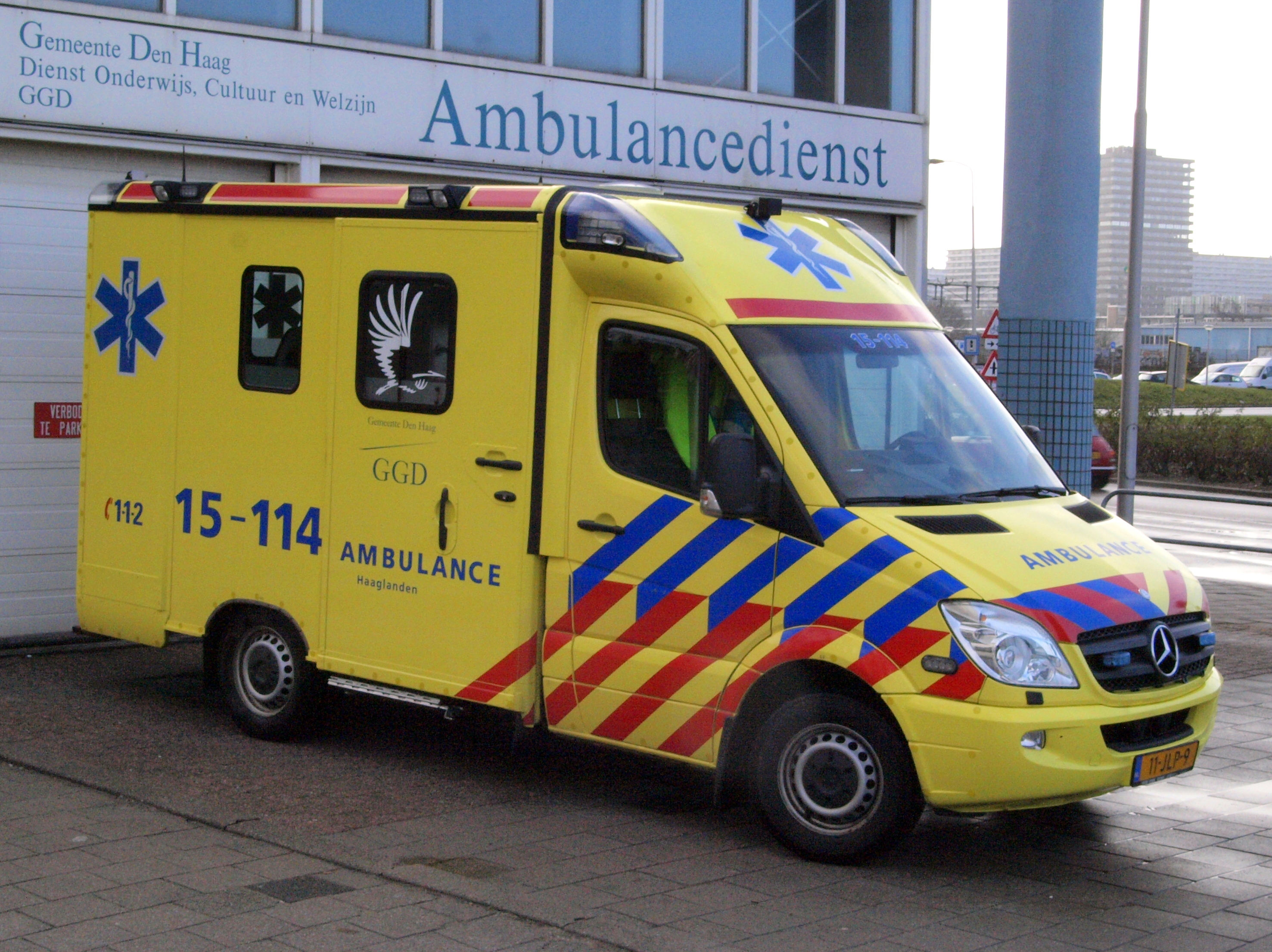
Ambulance in Den Haag. De Star of Life is duidelijk zichtbaar.

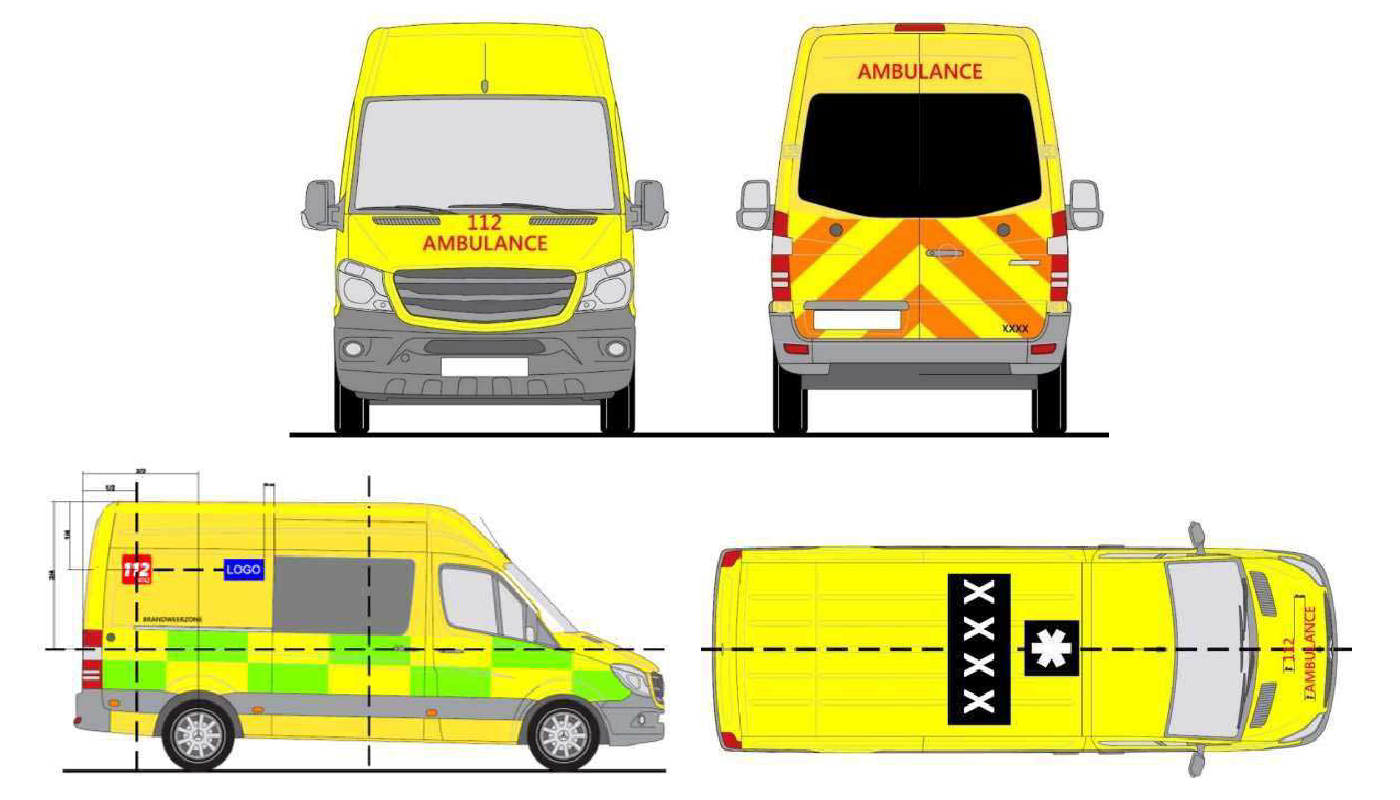
Voorschriften voor de uiterlijke kenmerken van Belgische ambulances.

De Star of Life (letterlijk 'Ster des Levens') is een blauw, zesbenig stersymbool met een esculaap in het midden. De Star of Life wordt gebruikt als symbool voor dringende medische hulpverlening, bijvoorbeeld op ambulances of op de interventiekledij van medische hulpverleners. Het symbool is oorspronkelijk ontworpen in de jaren 70 in de Verenigde Staten voor gebruik als erkenningslogo voor ambulancediensten. Het symbool heeft sindsdien internationale ingang gevonden als universele aanduiding voor dringende medische hulp.

## Geschiedenis
In 1971 nam de Amerikaanse National Highway Traffic Safety Administration (NHTSA) een oranje kruissymbool op een witte achtergrond aan als nieuw herkenningslogo voor ambulances. In 1973 maakte het Amerikaanse Rode Kruis echter bezwaar tegen het gebruik van dit logo omdat het te veel op het rode kruissymbool leek, waarvan het gebruik door de Conventies van Genève wordt beperkt. Als reactie ontwierp Leo R. Schwartz, het hoofd van de afdeling EMS van de NHTSA, de Star of Life als aanpassing op het identificatielogo voor medische informatie ontworpen door de American Medical Association. In 1977 verkreeg de Star of Life in de Verenigde Staten bescherming als merk op naam van de NHTSA.

## Betekenis
De esculaap in het midden is een oud-Grieks symbool dat geassocieerd wordt met de Griekse halfgod Asclepius, die symbool staat voor genezing en de geneeskunst. De esculaap mag niet verward worden met een caduceus; een ietwat gelijkaardig uitziende staf met vleugels en twee gekrulde slangen. De caduceus is het symbool voor de Griekse god Hermes, god van de reizigers en handel en boodschapper der goden. Hoewel dit symbool oorspronkelijk niets te maken had met geneeskunde, wordt het soms (verkeerdelijk) gebruikt in de plaats van een esculaap.
De zes benen van de ster staan voor de zes stappen in de medische hulpverleningsketen:
- Herkenning: (meestal ongetrainde) omstanders herkennen het probleem en de gevaren voor henzelf en anderen.
- Alarmering: omstanders alarmeren de hulpdiensten (meestal via een alarmnummer).
- Eerste hulpverlening: omstanders verlenen eerste hulp naar hun eigen mogelijkheden.
- Professionele hulp ter plaatse: professionele medische hulpverleners arriveren en verlenen medische hulp ter plaatse naar hun eigen mogelijkheden.
- Professionele hulp onderweg: de medische hulpverleners brengen de patiënt over naar een geschikt ziekenhuis en verlenen hulp tijdens het transport.
- Overdracht aan definitieve zorg: de patiënt wordt overgedragen aan het personeel van het ziekenhuis.

## Gebruik

### Nederland
In Nederland wordt de Star of Life gebruikt als symbool binnen de ambulancezorg. Zo is het onder andere aanwezig op ambulances en traumahelikopters. Ook staat het symbool op de uniformen van ambulancemedewerkers. De Star of Life is in de Benelux bij het BBIE gedeponeerd als merk en aldus beschermd. De merkrechten zijn eigendom van Ambulancezorg Nederland (AZN), de branchevereniging voor de Nederlandse ambulancesector. Naast de Star of Life is ook de striping van ambulances beschermd; de merkrechten ervan liggen bij de Staat der Nederlanden. Het onterecht gebruik van de Star of Life of de ambulancestriping is verboden; bij overtredingen treedt het Instituut voor Fysieke Veiligheid in naam van de Staat handhavend op.

### België
In België zijn in 2017 nieuwe normen van kracht geworden voor de voertuigen binnen de Dringende Geneeskundige Hulpverlening (DGH). Die schrijven enkel het gebruik van de Star of Life voor op het dak van ambulances, maar niet op de voor-, achter- of zijkanten. Op de zijkanten wordt in de plaats het logo van het alarmnummer 112 aangebracht. Naast nieuwe normen voor voertuigen kwam er ook een gestandaardiseerd uniform voor medische hulpverleners. Daarop wordt de Star of Life aangebracht in een kleur afhankelijk van de functie van de hulpverlener. Zo krijgen artsen een rode, verpleegkundigen een groene, hulpverlener-ambulanciers een blauwe en ambulanciers binnen het niet-dringend vervoer een zilveren Star of Life op hun kledij.

### Verenigde Staten
In de Verenigde Staten wordt de Star of Life, naast het gebruik door ambulancediensten, ook soms gebruikt om voor hulpverleners in grote gebouwen een lift aan te duiden waar een brancard in past.

## Trivia
- De Star of Life vertoont een zekere gelijkenis met de Haglaz-rune in het latere Futhark.